# Trinitapoli
Trinitapoli (nel dialetto locale nota come U'Casòl e e ufficialmente nota come Casaltrinità fino al 1863) è un comune italiano di 13 583 abitanti della provincia di Barletta-Andria-Trani in Puglia. Situato nella valle dell'Ofanto, fa parte dei comuni che rientrano nella zona del Basso Tavoliere della Capitanata pugliese.

## Storia
Nel X secolo a.C. alcuni gruppi di Liburni, popolazioni illiriche dell’area dalmata, attraversando l’Adriatico, approdarono sulle coste italiche. All’arrivo di queste genti si deve la nascita di diversi abitati fra i quali, nella Daunia, Salapia.
Ubicata su una piccola penisola della laguna circostante, Salapia fu una florida città-stato, con un governo locale, una fiorente economia, una propria moneta; e della sua autonomia politica non ne fu privata anche quando i Romani la occuparono. Durante il III secolo a.C., dopo la battaglia di Canne, i Salapini si allearono con Annibale, ma dopo sei anni di presenza cartaginese, aprirono le porte al console Marcello e seppero ben difendersi dal tentativo delle guarnigioni cartaginesi di riappropriarsi della città. Dopo le guerre del III secolo a.C. e le devastazioni ad esse conseguenti, a Salapia, come nelle altre città apule, cominciarono a manifestarsi segni di crisi, che si accentuò con la successiva guerra sociale, durante la quale Salapia fu assediata dal pretore Caio Cosconio, incendiata e quasi rasa al suolo. A tutto ciò si aggiunsero fattori ambientali e climatici che trasformarono la laguna in una palude dalle acque pestilenziali e generatrici di malaria.

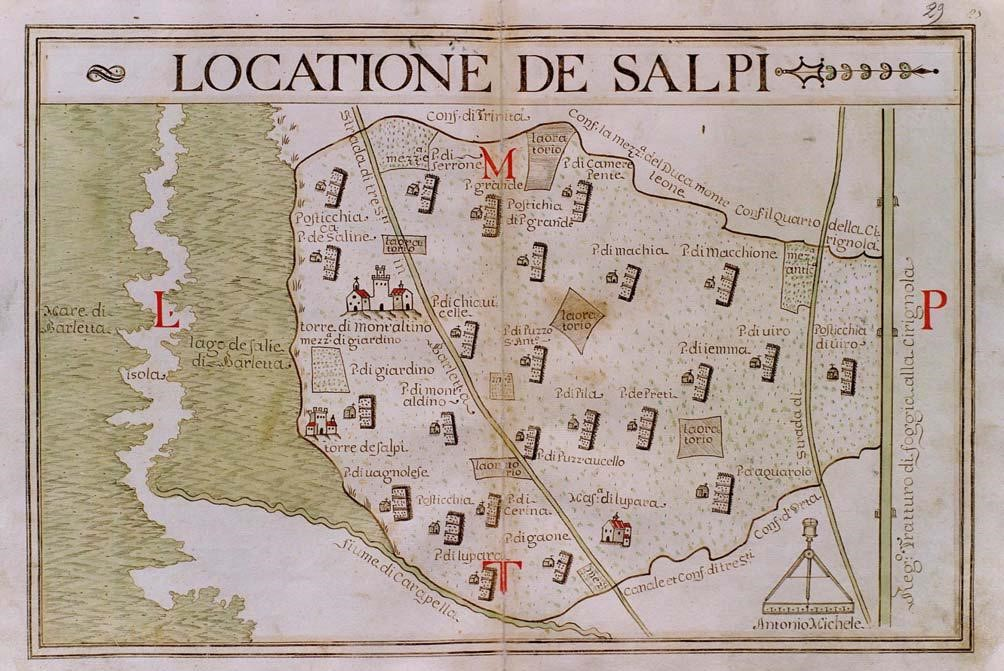

Fu così che Ostilio, su pressante invito dei cittadini, ottenne il consenso del Senato romano a trasferire la città in una località salubre, su una piccola altura prospiciente il lago, a quattro miglia a sud-est della prima: nasce così, nel I secolo a.C., Salapia Romana, la cui denominazione nel tempo finirà per trasformarsi in Salpi. Già nel IV secolo, nell’ambito dell’organizzazione del primo cristianesimo, Salpi fu sede vescovile (il primo vescovo pugliese di cui si abbia notizia sicura è Pardo, vescovo di Salpi, attestato nel 314) e ciò testimonia l’importanza che la città, con il suo porto e la sua vivace economia legata anche alla pesca, al commercio, all’artigianato e agli stabilimenti per la lavorazione del sale, oltre che all’agricoltura, aveva acquisito nel contesto territoriale dell’epoca.
La crisi dell’Alto Medioevo porta la civitas a trasformarsi in castrum, un borgo fortificato, con bastioni di 5-6 metri di altezza, sulla parte più alta del sito originario. I Longobardi ne fecero un caposaldo del loro assetto difensivo nei confronti dei Bizantini, posto a sentinella del litorale del Tavoliere.
Dopo il periodo di presenza longobarda, Salpi torna entro i confini dell’impero bizantino e successivamente, dopo la caduta di Bari del 1071, divenne feudo normanno con a capo un suo signore, tal Guarino. Allorché Enrico VI pose fine alla dominazione normanna nell’Italia meridionale, nel suo passaggio da Siponto a Barletta, s’impadronì di Salpi.
Intorno al 1220 il feudo di Salpi fu sottratto al suo signore e tornò alla Corona ora del grande imperatore Federico II. Salpi divenne uno dei loca solatiorum, luoghi cioè del diletto, dove Federico II trascorreva periodi di riposo, dedicandosi soprattutto alla caccia. Nelle vicinanze della città Federico fece costruire il suo palatium.
Nei primi secoli dopo il Mille, le campagne si animano di piccoli insediamenti rurali, di case e casali, nonché di chiese, le quali, il più delle volte, sono “dipendenze” di grandi monasteri. Su un appezzamento di terreno, donato da un facoltoso abitante di Salpi, Moreliano, i monaci dell’abbazia benedettina della Trinità di Monte Sacro, sul Gargano, fecero costruire una chiesa, l'Ecclesia Sancte Trinitatis, intorno alla quale sorse il Casale della Trinità.
Cosicché, mentre Salpi conosceva un progressivo periodo di declino, il Casale della Trinità cresceva e diveniva centro di quella “Locatione de Trinità”, in cui i pastori d’Abruzzo portavano a svernare le loro greggi percorrendo i tratturi della transumanza.
Intanto, nei primi decenni del Cinquecento, venuta meno la presenza del vescovo, Salpi si spopola definitivamente alimentando un flusso migratorio verso il Casale.
Ma già nella seconda metà del Quattrocento un nutrito gruppo di famiglie di Schiavoni (o Slavoni) proveniente dai Balcani, ottenne l’assenso regio a stanziarsi nel Casale, che diventa così un piccolo crogiolo di etnie, di mentalità, di civiltà, da quella pastorale a quella orientale, a quella indigena di matrice dauna.
Sin dalla metà del XV secolo, inoltre, il casale appare protetto da una torre di guardia, una delle tante erette lungo la costa per fronteggiare le frequenti incursioni piratesche; abbattuta solo nel XVIII secolo, perché lesionata da terremoti, di essa è memoria nello stemma civico, nel quale si presenta sormontata da una banderuola rossa con il drappo carico della croce di Malta.
Quest’ultimo particolare richiama un'altra fetta di storia: dopo essere stato feudo di alcune famiglie nobili (Della Marra, Marulli), il Casale fu per due secoli (1589-1798) commenda magistrale dell’Ordine dei Cavalieri di Malta e, pur essendo situato nel territorio del Priorato di Barletta, faceva parte del Gran Priorato di Venezia poiché fu comprato in sostituzione di quella di Treviso.
Con l’occupazione napoleonica dell’isola di Malta, iniziò un periodo di crisi e di sbandamento per l'Ordine i cui beni, situati in varie parti d’Europa, furono incamerati dai vari sovrani e in parte venduti; e tale sorte toccò anche alla Commenda del Casale.
Notevoli trasformazioni di carattere socio-economico si sono registrate nel corso dei secoli, facendo lievitare sensibilmente il tenore di vita dell’intera comunità. Nel Settecento si avviò quel processo di particolarizzazione fondiaria che portò allo smantellamento dei grandi possessi di terre. Nel XIX secolo si ebbero altre due svolte radicali: il passaggio dalla pastorizia alla cerealicoltura (i pastori diventano agricoltori) e, sullo scorcio del secolo, il diffondersi su larga scala della coltura specializzata della vite, che toglie spazi alla più povera coltura cerealicola.
La crescita economica, civile, demografica e urbanistica che ne seguì fece ritenere non più appropriato il nome di “Casale”, per cui nel 1863 si chiese a Vittorio Emanuele II, re d'Italia, di poter mutare il nome di Casal Trinità in quello di Trinitapoli.
Verso la fine dell'800 la famiglia Quercia di origine napoletana si stabilì nella città dando avvio ad attività vinicola con particolare riguardo al commercio di prodotto sfuso.
il primo della famiglia Quercia ad insediarsi fu il signor Antonio, proveniente da Pomigliano d'Arco, il quale acquistò nel febbraio del 1897 un grande vano a pianterreno per uso cantina con annesso un podere situato sul vicoletto del carcere, per le sue attività industriali. Su tale suolo, adiacente alla Chiesa Cattedrale, fu edificato un bel palazzo che diventò fra i più importanti della cittadina e un simbolo del quartiere. Antonio Quercia e suo figlio Francesco Edoardo, che in quel palazzo dimorò con la sua famiglia, hanno rappresentato un chiaro esempio di intraprendenza agroalimentare a Trinitapoli, a lungo ricordata nel paese. Dopo un passaggio di proprietà avvenuto agli inizi degli anni 80 del Novecento il palazzo, acquisito dal Comune, fu sciaguratamente abbattuto per far spazio ad un parcheggio. Come riferimento a questa importante famiglia ora rimane solo la denominazione di un giardino pertinenziale ad un moderno complesso edilizio costruito nell'area.

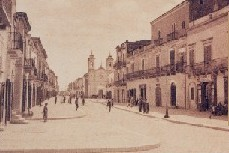
Foto storica della chiesa di Sant'Anna vista da corso Trinità

Oggi Trinitapoli è un'operosa cittadina di circa 14 500 abitanti. La sua risorsa principale è un’agricoltura moderna e competitiva con un predominio della ortofrutticoltura e della viticoltura.
L’abitato si è esteso notevolmente, e le piccole e bianche case, quasi a volersi sdraiare al sole, rubano spazio al verde circostante dell’erba e delle foglie; sullo sfondo le Saline, con le loro acque policrome, fanno da raccordo tra terra e mare. Il panorama, suggestivo, nella sua semplicità, è dominato dal Cupolone della Chiesa Madre, a testimoniare la genesi religiosa della città e la fede ancora ferma della sua gente.
Pur essendo da sempre legato alle vicende storico-culturali della Capitanata, nel 2004 il comune è stato aggregato alla nuova provincia di Barletta-Andria-Trani, assieme ai vicini comuni di San Ferdinando di Puglia e Margherita di Savoia, presentanti maggiori legami culturali con la Terra di Bari.

### Simboli

Stemma del comune di Trinitapoli

Lo stemma è stato concesso con regio decreto del 15 luglio 1900.
Il gonfalone, concesso con RD del 23 luglio 1937, è un drappo di bianco.

## Monumenti e luoghi d'interesse

### Architetture religiose

#### Duomo di Santo Stefano protomartire

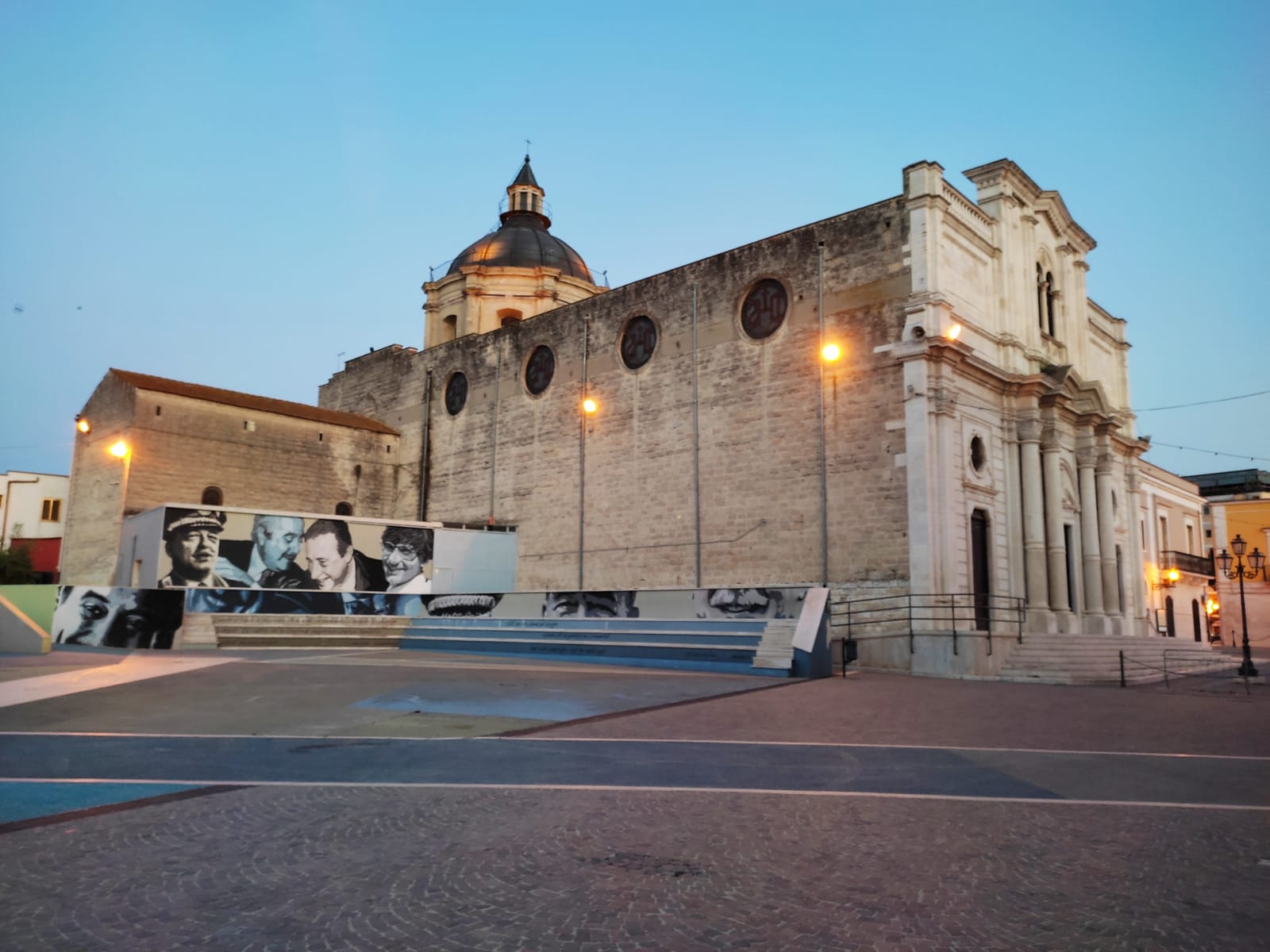
Duomo di Santo Stefano Protomartire visto lateralmente

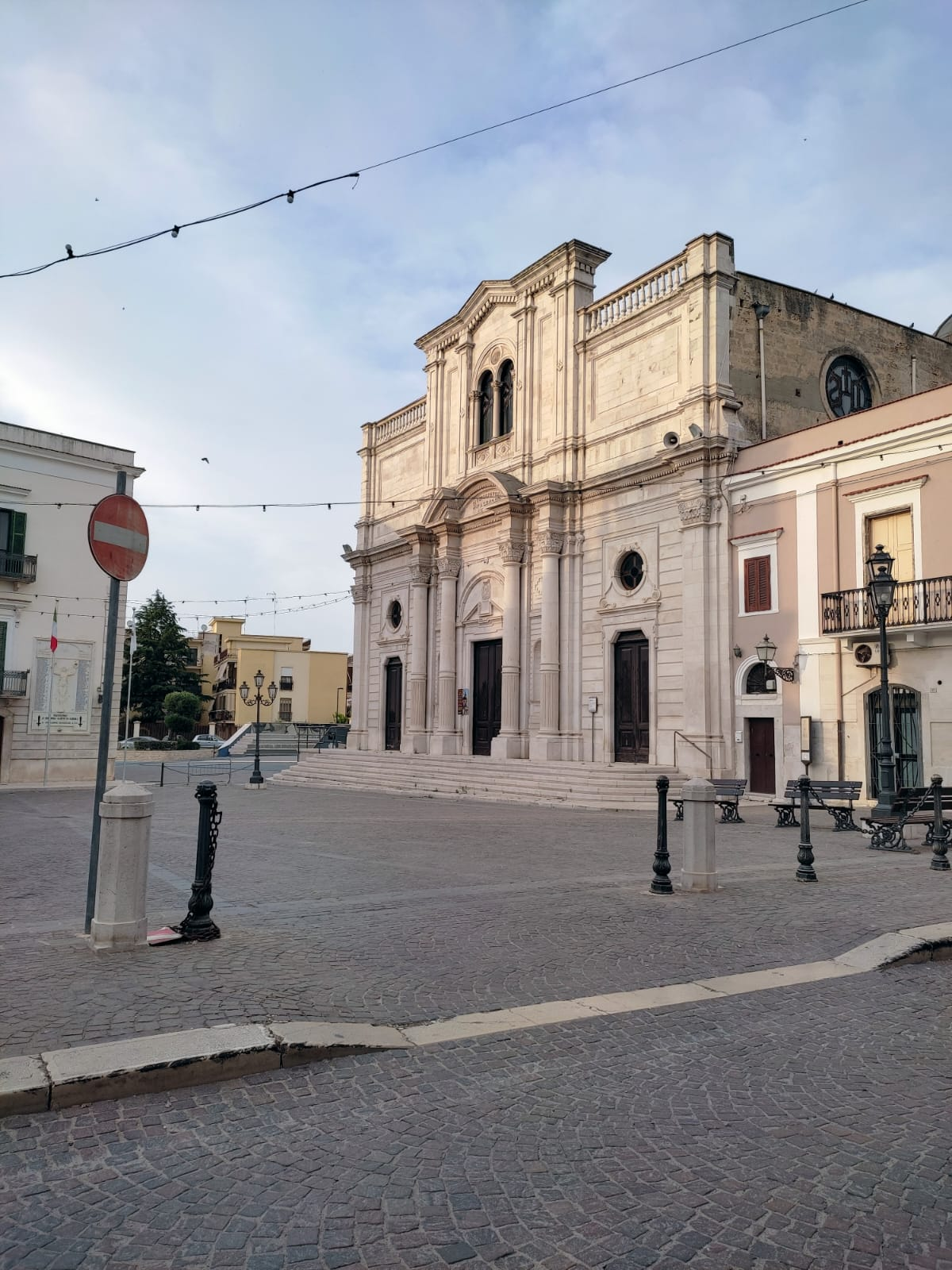
Duomo di Santo Stefano Protomartire visto frontalmente

Di stampo neoclassico, ha una facciata di marmo bianco e si affaccia su piazza Umberto I (più nota come piazza Municipio). Elevata a chiesa collegiata da papa Leone XIII con la bolla Sanctae Romanae Ecclesiae del 15 gennaio 1896, la chiesa dedicata al protomartire santo Stefano custodisce entro uno scrigno moderno una storia ben più antica. L'unica parrocchia del Casale aveva come originaria sede la chiesa di San Giuseppe, ma l'incremento demografico e il fervente sentimento religioso ben presto resero necessaria l'edificazione di una chiesa più ampia. Negli anni sessanta del XVIII secolo si provvide, con il sostegno dei cittadini e dell'Università, ad innalzare il nuovo edificio. Aperto al culto nel 1767, accolse al suo interno la confraternita del SS. Sacramento, già istituita nel 1758, e, in seguito, la confraternita dedicata a santo Stefano, fondata per iniziativa di alcuni cittadini e approvata nel 1834. Ancora una volta la storia di questo edificio religioso asseconda le esigenze devozionali e demografiche del Casale della Trinità e, risultando troppo piccolo per accogliere il gran numero dei fedeli, fu ricostruito a partire dal 1882 su un progetto dell'architetto Raffaele Mastrapasqua. La nuova chiesa, aperta al culto già nel 1899, fu solennemente consacrata nel settembre del 1935. La facciata del nuovo edificio, di gusto neorinascimentale, si presenta scandita in due parti da un'aggettante trabeazione. La parte inferiore, ritmata dalla presenza di colonne, nicchie e paraste, accoglie il portale centrale, arricchito da un timpano spezzato e dallo stemma della città, e i due accessi laterali sormontati da finestre circolari; la parte superiore, slanciata nel corpo centrale corrispondente alla navata maggiore, presenta l'ampia bifora inquadrata da coppie di paraste. All'interno l'edificio si sviluppa in tre navate scandite da coppie di colonne e un transetto con due ampie cappelle all'estremità, dedicate alla Madonna del Rosario e al SS. Sacramento. Al centro del transetto si eleva una profonda cupola su tamburo, con luminose finestre alternate alle raffigurazioni delle Virtù Cardinali, impostata su quattro pennacchi dipinti con le figure degli Evangelisti. Le coperture a botte della navata centrale furono affrescate all'inizio del Novecento con scene della Vita di santo Stefano, mentre per la calotta absidale, negli anni trenta, il molfettese Corrado Maria Poli realizzò i disegni della Trinità. L'altare maggiore è dedicato al protomartire Stefano, la cui statua fu collocata nella nicchia al centro dell'abside. Di grande pregio sono l'altare e la balaustra in marmi commessi del Settecento nella cappella del SS. Sacramento.

#### Santuario della Beata Maria Vergine di Loreto

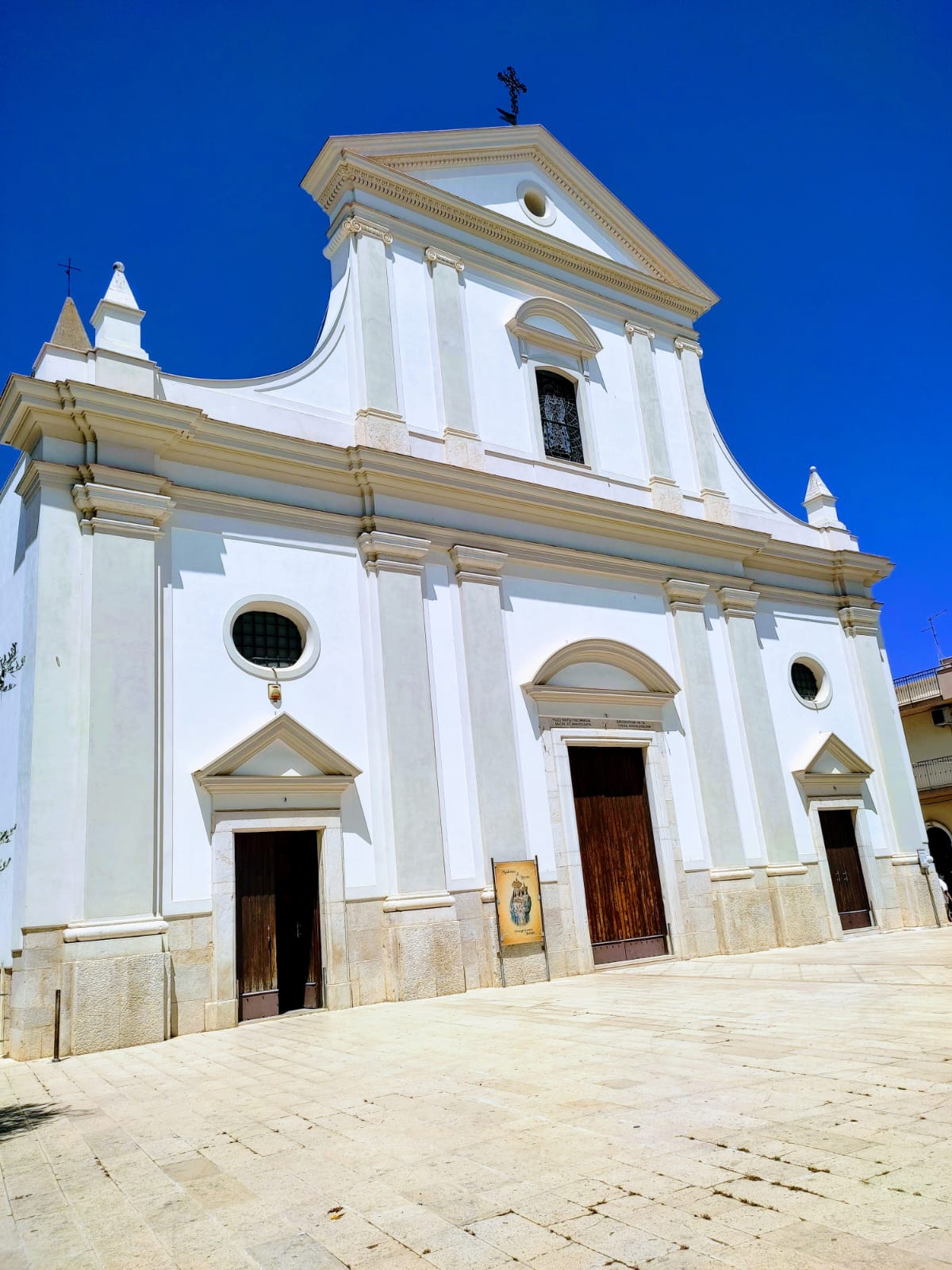
Santuario della Beata Maria Vergine di Loreto

L'intitolazione non fa riferimento al santuario marchigiano di Loreto, ma al nome di battesimo di un pastore che trovò un'icona della Madonna e la portò al pubblico culto. La prima attestazione della chiesa è in un documento del 1204; la primitiva Cappella, semidistrutta, fu trasformata nell'attuale tempio a tre navate nella prima metà dell'Ottocento. Nel 1971 è stata elevata a santuario diocesano. Vi si conserva, oltre all'affresco della Vergine sull'altare maggiore, la statua lignea della Madonna, databile tra la fine del Settecento e gli inizi dell'Ottocento. Custodisce inoltre una tela di Giambattista Calò raffigurante Santo Stefano e una Via Crucis in bronzo. Nel 2004 è stato celebrato l'ottavo centenario della chiesa.

#### Chiesa della Santissima Trinità o di Sant'Anna

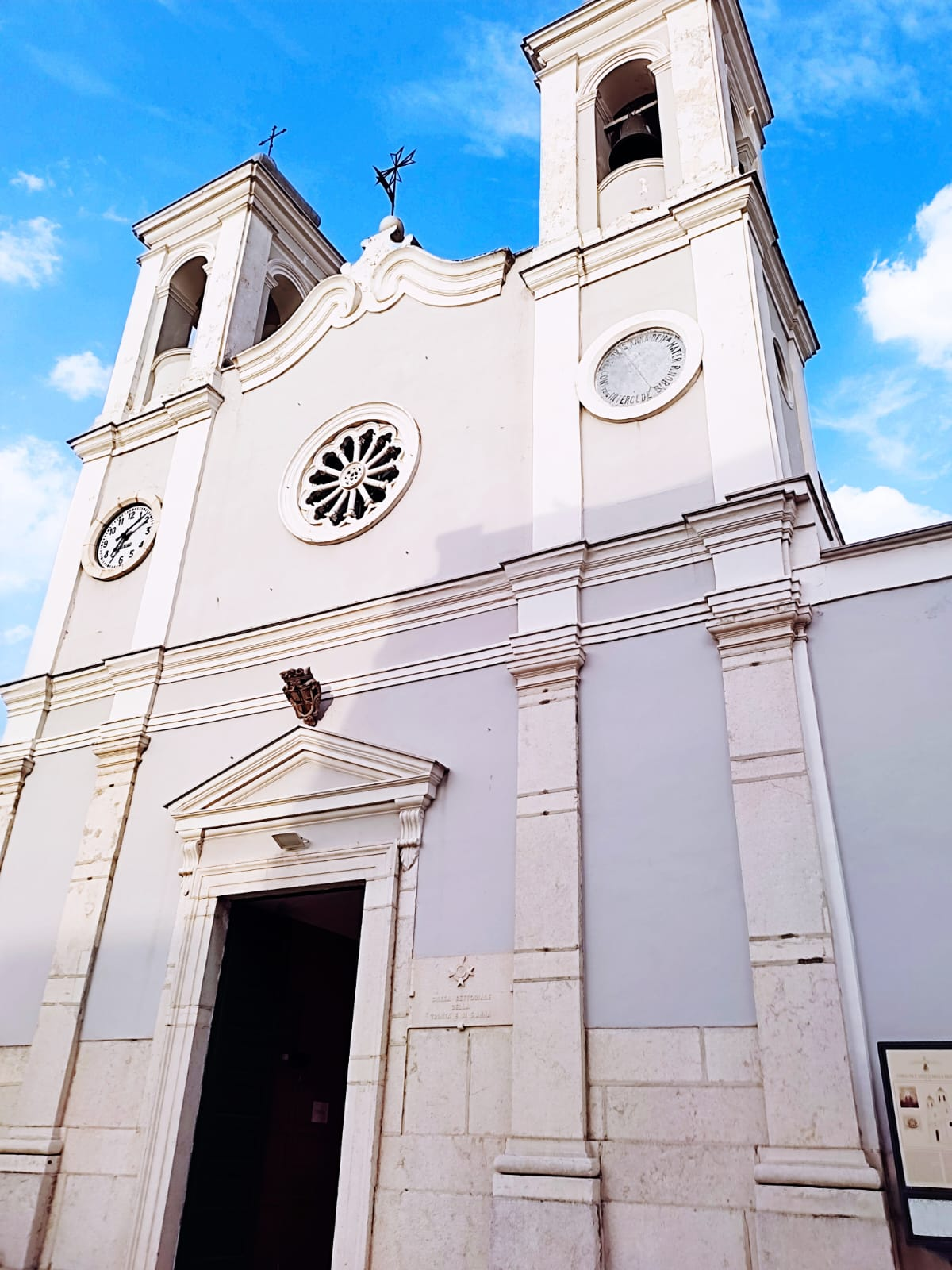
Chiesa di Sant'Anna o della Santissima Trinità

L'antica chiesa intitolata alla Trinità fu sotto il patronato dei Cavalieri di Malta che nel 1589 acquistarono il Casale della Trinità dal conte Marulli. Nel corso del XVIII secolo la chiesa fu oggetto di costanti interventi di manutenzione ad opera dei commendatori dell'Ordine di Malta. Sotto il loro patronato rivestirono un ruolo significativo le festività di san Giovanni Battista, patrono dell'Ordine, e della Trinità. Venuto meno il possesso del Casale da parte dei Cavalieri nel 1798, la chiesa cadde in stato di abbandono, fino a quando fu concessa alla confraternita dedicata a sant'Anna, istituita nel 1832, che provvide alla ristrutturazione e alla riapertura al culto. Gravi lesioni resero necessaria da parte della confraternita una ricostruzione dell'edificio intorno alla metà dell'Ottocento. La chiesa si presenta con un'elegante facciata affiancata da due torri campanarie. Una sobria cornice divide il prospetto in due parti, che reca ancora lo stemma dell'Ordine dei Cavalieri di Malta, e quella superiore accoglie al centro un piccolo rosone ed è chiusa da un fastigio a volute. L'interno, a navata unica con presbiterio coperto da una cupola impostata su pennacchi dipinti, conserva testimonianze pittoriche e scultoree, variamente databili tra la seconda metà del XVIII secolo e il XIX secolo, significative della storia religiosa del Casale: una scultura lignea dell'Immacolata, un dipinto dell'Assunta tra i Dottori della Chiesa, una tela della Pietà con le anime purganti, un gruppo in cartapesta della Pietà e un reliquiario ligneo dorato ottocentesco che custodisce la reliquia della Croce di Cristo. In onore della santa titolare della confraternita, che intervenne liberando la cittadinanza dal colera all'inizio del XIX secolo, si conservano le statue vestite di Sant'Anna con Maria bambina della metà del XIX secolo, oggetto di grande devozione..

#### Chiesa di San Giuseppe

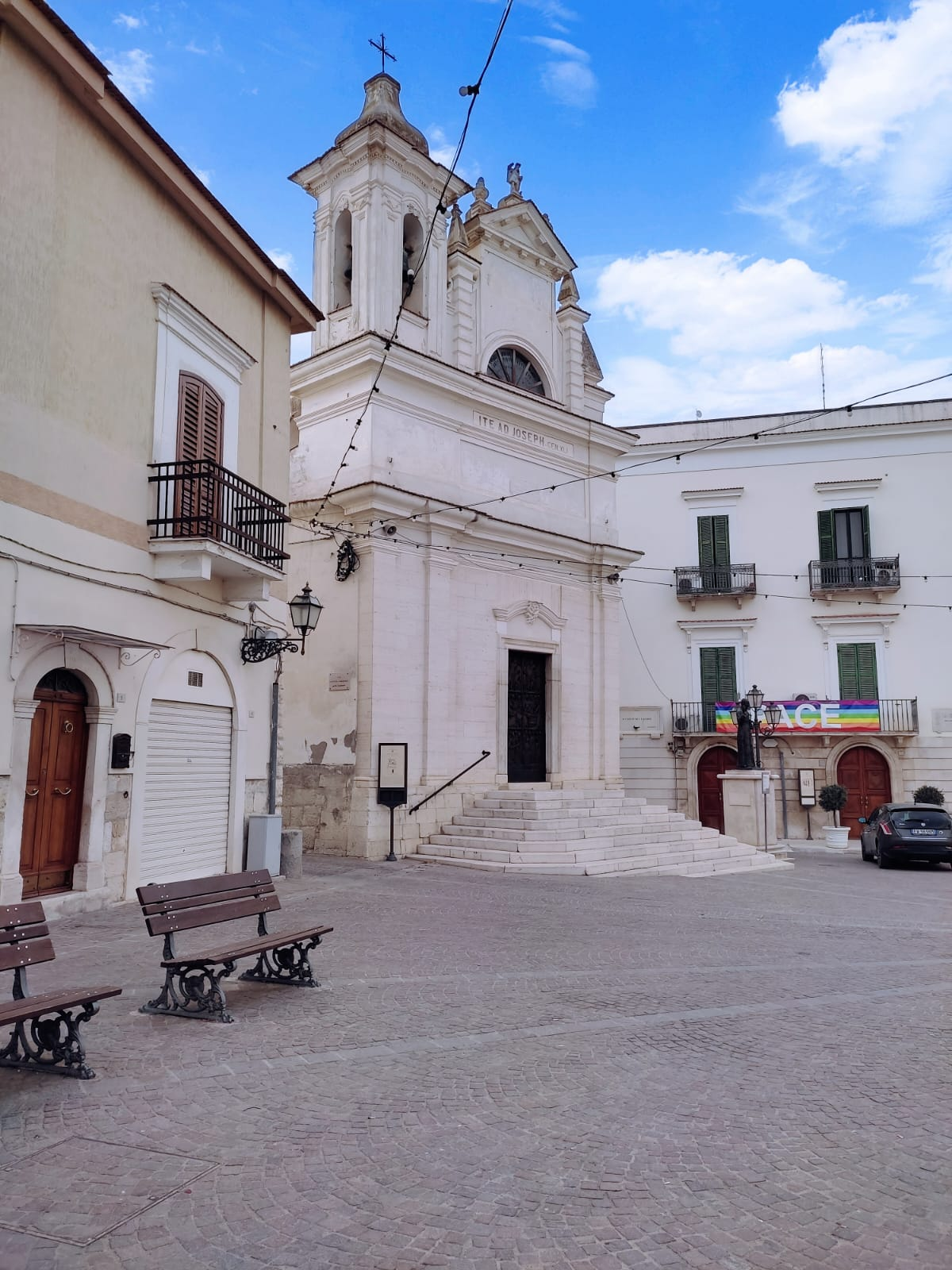
Chiesa di San Giuseppe

Con il prospetto rivolto alla piazza in cui si affacciano il duomo di Santo Stefano protomartire e l'antico palazzo dei commendatori, ora sede comunale, la chiesa di San Giuseppe è un'importante testimonianza della storia religiosa di Trinitapoli. Sorta all'inizio del XVIII secolo, fu chiesa matrice fino al 1767, quando la parrocchia si trasferì nel nuovo edificio del Duomo. Divenuta sede della confraternita di San Giuseppe, giuridicamente riconosciuta nel 1781, la chiesa fu restaurata e mantenuta aperta al culto ad opera dei confratelli. Intorno alla metà dell'Ottocento, per volontà della confraternita, si ampliò l'edificio religioso ricostruendolo quasi totalmente. La facciata svetta sull'alta scalinata con il prospetto scandito in tre ordini da profonde trabeazioni. La parte inferiore, percorsa da una serie di lesene, presenta il portale, sormontato da una cornice mistilinea, che nel 1975 si arricchì delle porte bronzee realizzate dallo scultore Antonio di Pillo con sei scene della vita del patriarca San Giuseppe: la Fuga in Egitto, la Natività, la Morte, il Lavoro in bottega, lo Sposalizio e la Preghiera con il papa. La parte intermedia conferisce slancio alla torre campanaria a pianta quadrata e al fastigio di chiusura che termina con un timpano triangolare sormontato dalla statua di San Michele Arcangelo. All'interno si conserva, entro una nicchia sopra l'altare maggiore, il busto ligneo di San Giuseppe, del XVIII secolo, attribuito a Domenico Brudaglio, mentre lungo le pareti della navata principale e di quella laterale, trovano posto altre opere pittoriche e scultoree variamente databili tra il XVIII e il XIX secolo.

#### Chiesa del Cristo Lavoratore (o del Villaggio del Fanciullo)
Risale al 1961, è nata da un'intuizione di monsignor Giuseppe Nenna. In origine era parte integrante della struttura ad essa adiacente chiamata Villaggio del Fanciullo che come fine aveva lo scopo di accogliere ed ospitare gli orfani, per istruirli ed avviarli al lavoro.

#### Parrocchia Immacolata (o Convento dei Frati Minori Cappuccini)

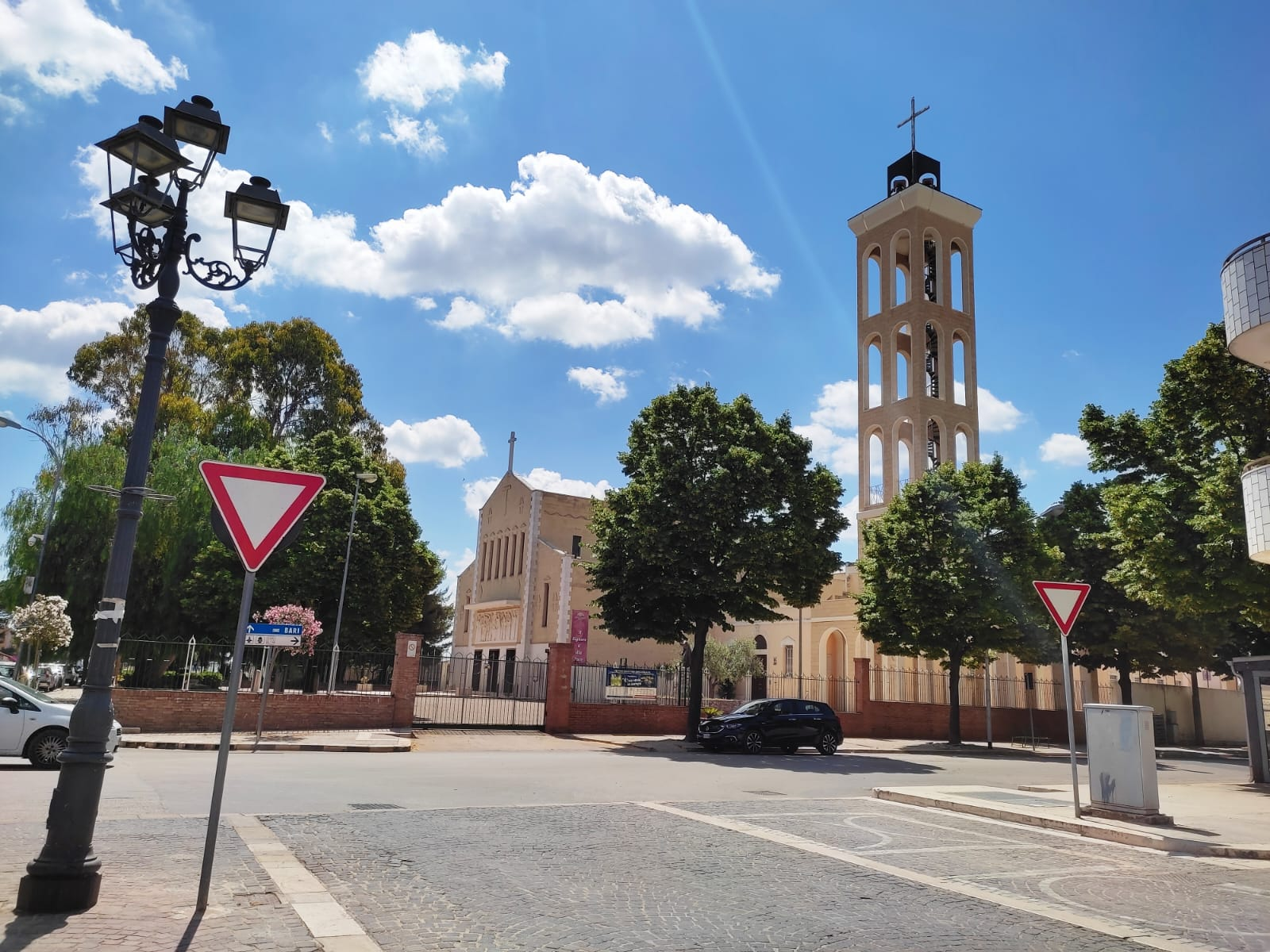
Parrocchia Immacolata o convento frati minori capuccini

Il convento con l'annessa chiesa dedicata all'Immacolata, è di proprietà dei Frati Cappuccini della Provincia monastica di Puglia. Su interessamento del Terz'Ordine francescano di Trinitapoli e dei fratelli sacerdoti don Nicola e don Felice Urbano, fu acquistato un terreno con una piccola torre trasformata poi in luogo di preghiera in Contrada Santi Medici all'estrema periferia della città, in via Barletta. Nell'anno 1903 fu posta la prima pietra per il convento dei frati. Nell'anno 1937 si costruì il muro di cinta. Poiché la piccola chiesa non era sufficiente per accogliere i fedeli e le esigenze pastorali, si pensò di costruire l'attuale chiesa i cui lavori iniziarono nell'anno 1954. Nell'anno 1966 fu canonicamente eretta a parrocchia dall'arcivescovo di Trani Reginaldo Giuseppe Maria Addazi. Le opere artistiche presenti sono: due tele del 1600, la Madonna SS. Degli Angeli, la Deposizione e Santa Rita ad opera del prof. Rollo. Il trittico frontale alla chiesa opera dello scultore locale professor Di Pillo.

### Architetture civili

#### Palazzo dei Commendatori di Malta (Palazzo di Città)

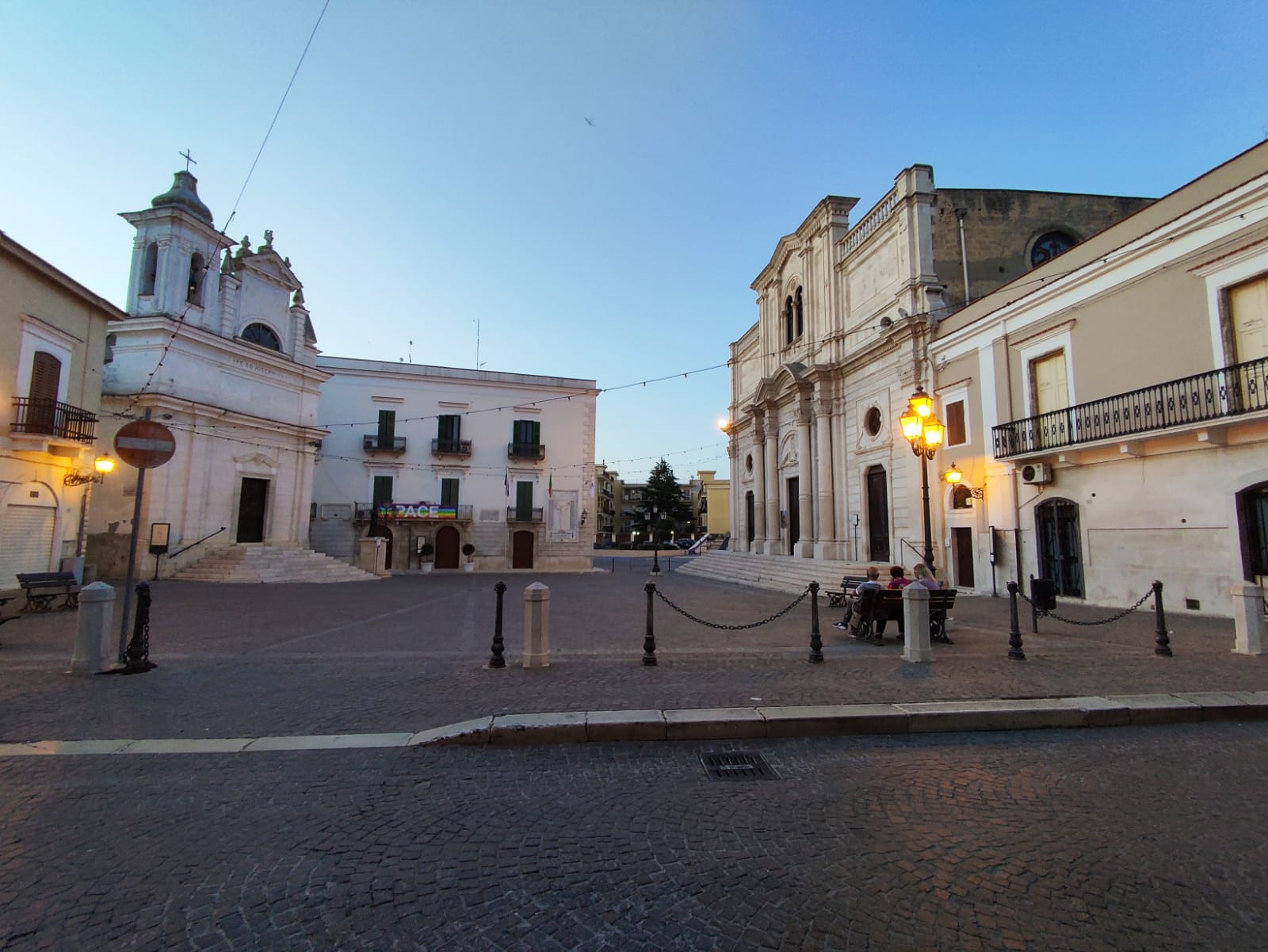
Centralmente tra le due strutture ecclesiastiche il palazzo dei Commendatori di Malta, oggi palazzo di città

Il Casale della Trinità vede segnata la sua storia dall'avvicendarsi di diversi feudatari. L'attuale palazzo comunale, ben conosciuto anche come castello, fu in particolare il palazzo del commendatore dell'Ordine dei Cavalieri di Malta che nel 1589 acquistò il Casale dal precedente feudatario, il conte Giovanni Mattia Marulli, detenendone il possesso fino al 1798. La prima fondazione del palazzo tuttavia si ritiene risalga alla metà del XVI secolo per iniziativa dei conti della Marra, a cui Ferdinando I d'Aragona aveva concesso, nel 1465, il Casale. L'aspetto fortificato che un tempo connotava il palazzo è ormai perso. Durante il terremoto del 1731, la svettante torre, elemento difensivo del Casale, accessibile dal palazzo attraverso un ponte di legno, fu irrimediabilmente lesionata e pertanto venne abbattuta quasi totalmente. La munificenza dei Cavalieri di Malta, si ricordi quella del commendatore Scipione Caracciolo, resero la residenza, con gli ambienti organizzati su più piani intorno ad un cortile, abitabile e decorosa. Nel 1854 l'antica sede dei commendatori del Sacro Ordine di Malta fu ceduta al Comune per adibirla a sede del Municipio di quel Casale della Trinità che dal 1863 prese definitivamente il nome di Trinitapoli. Nel corso del XIX secolo non mancarono ingenti interventi e trasformazioni che conferirono all'edificio l'attuale aspetto. Il prospetto su Piazza Umberto I presenta una serie di accessi archivoltati a piano terra e una successione di balconi nei due piani superiori; una sobria cornice percorre il coronamento e conci regolari a vista segnano gli spigoli dell'edificio. Il prospetto nord-occidentale si rivolge su Largo Parlamento, cuore del centro storico di Trinitapoli.

#### Masserie
Le prime masserie di Trinitapoli nascono tra il XVII e XVIII secolo per via dei greggi abruzzesi che, durante la stagione invernale, sostavano nel territorio del paese. Le masserie si dividevano in masserie di campo e masserie di pecora: quelle di campo erano adibite alla coltivazione mentre quelle di pecora erano destinate al pascolo delle pecore.
- Masseria di Nardudde, si trova in Contrada Posta Piana a 100 metri dal casello ferroviario sulla tratta Trinitapoli/Candida ed è composta da due saloni molto bassi con tetto a doppio spiovente. La caratteristica di questa masseria è la presenza della calendula, molto utile per gli animali e per lo strutto.
- Masseria la Motta, è una masseria fortificata che si trova in Contrada Motta. Una caratteristica di essa è la presenza di una nicchia con un quadro di S. Antonio a cui i lavoratori erano molto devoti.
- Masseria di Filipponio, è una masseria fortificata che si trova in Contrada Masseria di Mezzo. Il suo anno di costruzione risale al 1834 ed è caratterizzata dalla presenza di una garitta con spioncini che sono rivolti verso Trinitapoli.
- Masseria Leonetti - Iattariello, è una masseria di campo che si trova in Contrada Gattariello formata da sei locali, comprensivi di chiesetta, pozzo, forno e fosse per il grano. L'abitazione è di due piani e i lavoratori accedevano al piano superiore per mezzo di una scala di legno. In tutte le stanze il pavimento era rivestito da basole bianche mentre l’esterno era adatto alla semina.
- Masseria della Grotta, è una masseria fortificata costruita nel 1885 o 1835 in Contrada Masseria di Mezzo.
- Masseria Leonetti in Contrada Piana, la struttura comprende una cappella e delle stalle ed è circondata da pini. Le facciate esterne sono dipinte di rosso con balconi ad inferriata in ghisa e finestre ovali. Il portone, invece, è in legno e su di esso sono scolpiti dei rosoni raffiguranti dei putti. L’interno è caratterizzato da affreschi che risalgono al 1800.
- Masseria Fornario, è una masseria di campo costruita nel 1810. Sulla facciata di levante è presente una garitta sormontata da una nicchia. Inoltre, l'abitazione è caratterizzata dalla presenza di stalle, vari dormitori e un pozzo sull’aia. La particolarità di questa masseria è che sotto l’arcata con cui si accede al giardino sono raffigurati la Madonna di Loreto, patrona di Trinitapoli e altri santi. I disegni sono stati riprodotti dai lavoratori con l’utilizzo della carbonella con la quale si riscaldavano nei momenti di pausa.
- Masseria Di Fidio, è una masseria di campo costruita nel 1870. Sotto le arcate che portano al cortile è raffigurata la Madonna di Loreto ed è presente un pozzo che fungeva da abbeveratoio e lavanderia.
- Masseria Leonetti, è una masseria di campo con al suo interno un grande camino che serviva per cucinare la verdura e il pancotto.
- Masseria Don Vincenzo De Lillo, è una masseria di campo che si trova in Contrada Posta Piana, vicino a un ruscello di acque piovane della zona S. Ferdinando di Puglia.
- Masseria Don Antonio Di Leo, la struttura possiede due stalle, dormitori, rimesse, pagliai, cantine, forno e pollaio. La cappa fumaria presente aveva al lato sinistro una colonna di granito proveniente dall’antica Salpi. La caratteristica di questa masseria è il passaggio segreto che porta alla stazione di Candida.
- Masseria di Rutigliano, è una masseria di campo situata in Contrada San Lorenzo. Possiede solo dormitori per i lavoratori che giungevano lì durante il periodo della mietitura del grano e della raccolta delle olive.
- Masseria di Parente, è una masseria di campo costruita in Contrada Mandriglia nel 1720. Il nome Mandriglia deriva dal fatto che in quella contrada pascolavano molte mandrie di bufali e mucche.
- Masseria Staffa, è una masseria di campo fortificata in Contrada Sant'Antonio Abbate. Era una masseria gentilizia perché i proprietari erano nobili di Casal Trinità. La struttura era ricca di pagliai e rimesse e comprendeva di una sola stalla dove era tenuto il cavallo del padrone.
- Masseria Don Angelico, era una masseria fortificata che si trovava in Contrada Pozzo Angelo.
- Masseria Santa Maria dei Manzi, è una masseria di campo presente in Contrada S. Maria dei Manzi. È la più importante delle sei masserie sparse nei dintorni. La struttura presenta un torrione alto 15 metri di due piani rettangolari con scala annessa al giardino ed esternamente c’è un forno che sembra una garitta.
- Masseria Cerinella, a differenza delle altre era una masseria di pecora. Il podere veniva dichiarato di "posta" poiché avveniva il cambio dei cavalli che trainavano le carrozze che trasportavano i passeggeri nei paesi limitrofi.
- Masseria di Ceglia, questa masseria di campo o di allevamento è stata costruita nel 1831 in Contrada Pozzo Colmo, sulla strada Cerignola/Trinitapoli. Sin dal 1831 è stata centro di allevamento di cavalli puro sangue, nel 1940 è stata adibita all'allevamento di pecore da pelliccia ed nel 1945 a quello di mucche di razza olandese.[14] La struttura era costituita da due piani terra comprensivi di sei stanze e possedeva anche un magazzino, un pozzo, e alcune trebbiatrici.Una particolarità di questa masseria era la scultura di una testa di cavallo, incastonata sull’architrave, ora è conservata nell’Archivio dell’Archeoclub[15] di Trinitapoli.

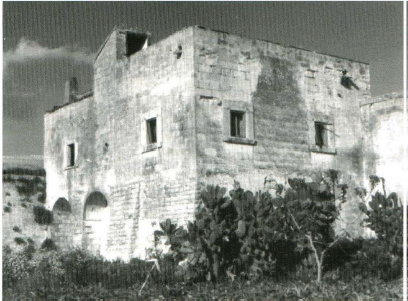
Masseria Della Marra
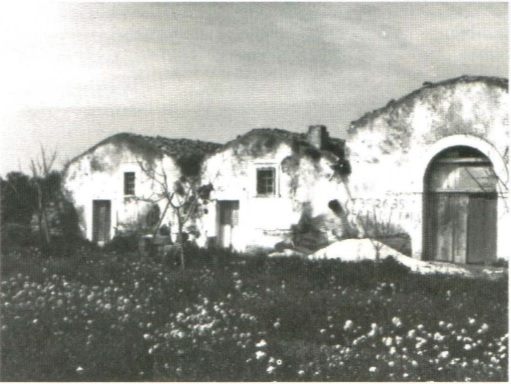
Masseria di Nardudde
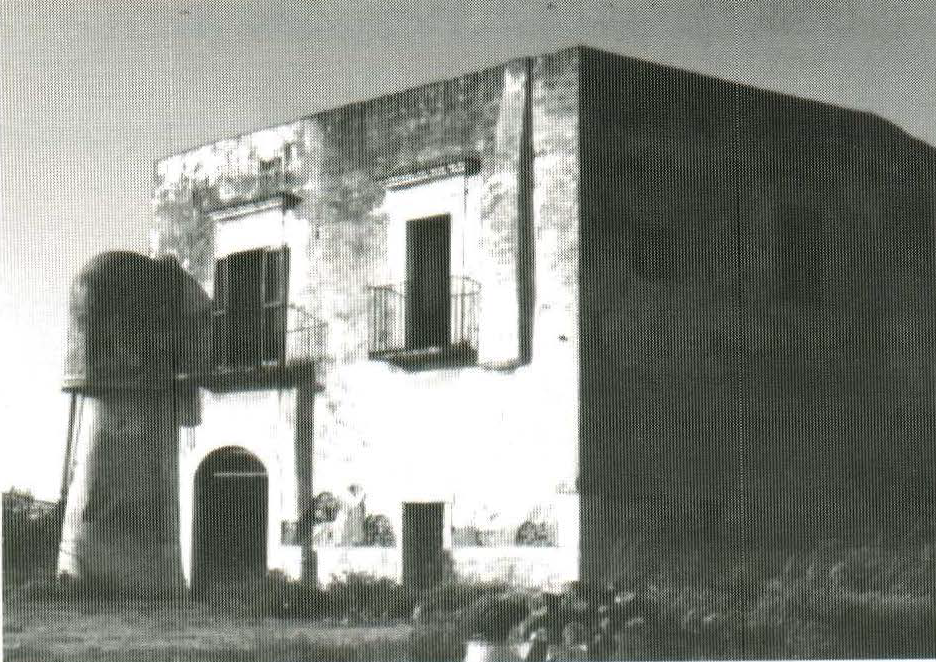
Masseria la Motta
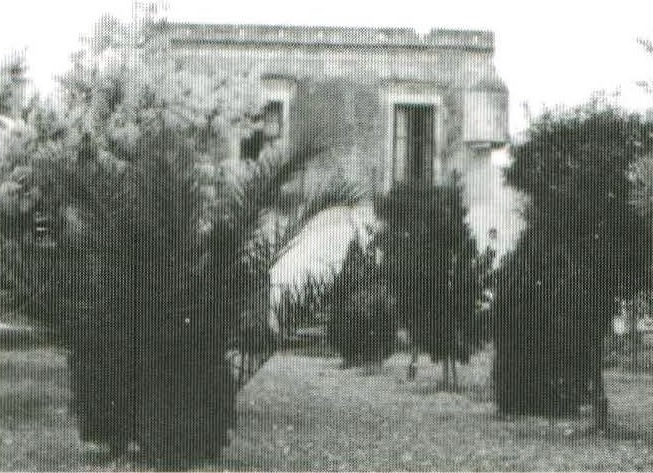
Masseria di Filipponio

### Siti archeologici

#### Parco Archeologico degli Ipogei
Fanno parte del Parco Archeologico di Trinitapoli due ipogei: l’Ipogeo dei Bronzi e l’Ipogeo degli Avori. Gli Ipogei sono importanti strutture scavate nella roccia calcarea per celebrarvi suggestivi riti di carattere propiziatorio, probabilmente collegati alla caccia e alla fertilità del raccolto e in seguito riutilizzati come sepolture collettive.
A Trinitapoli, infatti, in ciascuno dei due ipogei sono state rinvenute circa 200 sepolture tra adulti e bambini di entrambi i sessi, inumati in posizione fetale e accompagnati da ricchi corredi funebri. L'architettura ipogeica, che ricorda in qualche modo strutture micenee realizzate in Grecia nello stesso periodo, si basa su precise e complesse norme che si ripetono costantemente, con differenze legate essenzialmente alle dimensioni e alla forma della pianta.
L'accesso è costituito da un "dromos", stretta e ripida rampa a cielo aperto proporzionata in lunghezza alle dimensioni dell'ambiente principale, a cui segue uno stretto corridoio sotterraneo detto stomion, con la volta terminante con un inconfondibile particolare a forma di cupoletta apicale.
La grande sala principale presenta al centro della volta un'apertura circolare per l'aerazione e la fuoriuscita del fumo.
Di grande suggestione la sepoltura femminile di alto rango, la Signora delle Ambre, il cui ricco corredo funerario ne rivela l'importanza e il ruolo rivestito e la recente scoperta del “Gigante di Trinitapoli”, resti di un uomo di circa tremila anni fa, alto un metro e 85 centimetri: un vero gigante per l’epoca.

#### Salapia

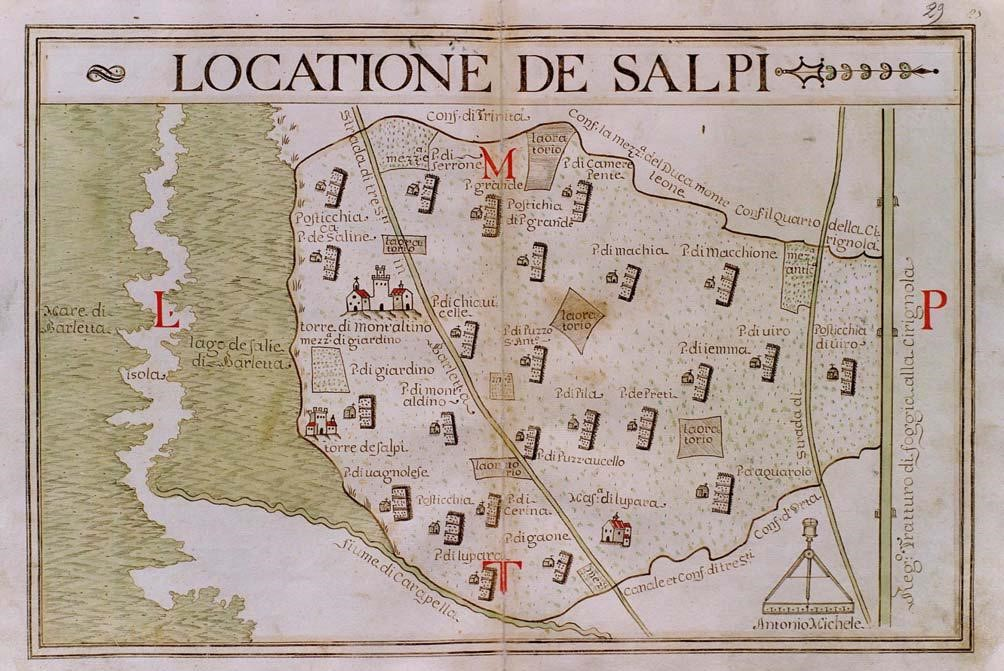
Cartina di Salpi

La prima città di Salapia sorgeva sulle rive dell'antica laguna, fondata intorno al IX secolo a.C. da popolazioni illiriche provenienti dalla opposta sponda adriatica. Il suo porto era unito al mare aperto e alla città di Siponto attraverso la laguna. Fra le testimonianze raccolte, di grande interesse sono i vasi a decorazione geometrica (dal IX all'inizio del III secolo a.C.) e le stele daune: lastre calcaree rettangolari segnacoli di tombe.

#### Aree archeologiche (Villa San Vito, Vasche Napoletane, Località "Mattoni", Mezzana comunale)
- Villa San Vito: all'interno della Riserva naturale Salina di Margherita di Savoia, in località San Vito, si trovano i resti architettonici di una villa gentilizia del periodo ellenistico dalla complessa planimetria, con atrio, peristilio e giardino porticato, suddivisa in pars rustica e pars urbana, con una ricca decorazione architettonica e parietale. Adibita ad abitazione e ad oleificio, viene fatta risalire alla fine del II secolo- inizi I secolo a.C. Sul posto sono ancora ben conservati: l'impluvium (vasca di raccolta dell'acqua piovana posta al centro dell'atrio), alcuni ambienti intorno all'atrio, resti di colonnato, una cisterna ed altre strutture;
- Vasche Napoletane: in questo sito preistorico sono documentate quattro diverse fasi di occupazione (Neolitico, Eneolitico, Età del bronzo ed Età classica). Lo scavo archeologico ha evidenziato, fra l'altro, canalette circolari di vario diametro che fanno pensare ad un'attività connessa alla produzione del sale (fino a inizio secolo scorso i "salinari" lasciavano cumuli di sale, i "massini", su piattaforme delimitate da canalette per completare il processo di cristallizzazione). La struttura è databile tra la fine della media Età del bronzo e l'inizio del bronzo recente (seconda metà del II millennio a.C.). Inoltre, sono stati rinvenuti tre enchytrismoi (vasi in ceramica d'impasto, di forma ovoide, contenenti i resti scheletrici di neonati);
- Località "Mattoni": il nome del luogo ricorda che da sempre in quest'area, adesso coltivata, si rinvenivano "mattoni" in abbondanza: tegolame, frammenti vascolari del geometrico dauno, frammenti vascolari a vernice nera e dello stile di Gnathia, pesi da telaio, fuseruole, frammenti di anfore, pavimenti, intonaci e frammenti di antefisse. La tipologia dei materiali raccolti attesta la frequentazione dell'uomo dalla media Età del bronzo al II sec. a.C.;
- Mezzana comunale: villaggio neolitico delimitato da due fossati circolari concentrici con all'interno fossati piccoli a "C"; è questa una caratteristica dei villaggi neolitici del Tavoliere cosiddetti "trincerati". Probabilmente il fossato serviva per drenare le acque che stagnavano in superficie oltre che a costruire una difesa al villaggio stesso.

### Aree naturali

#### Parco Naturale della Zona Umida

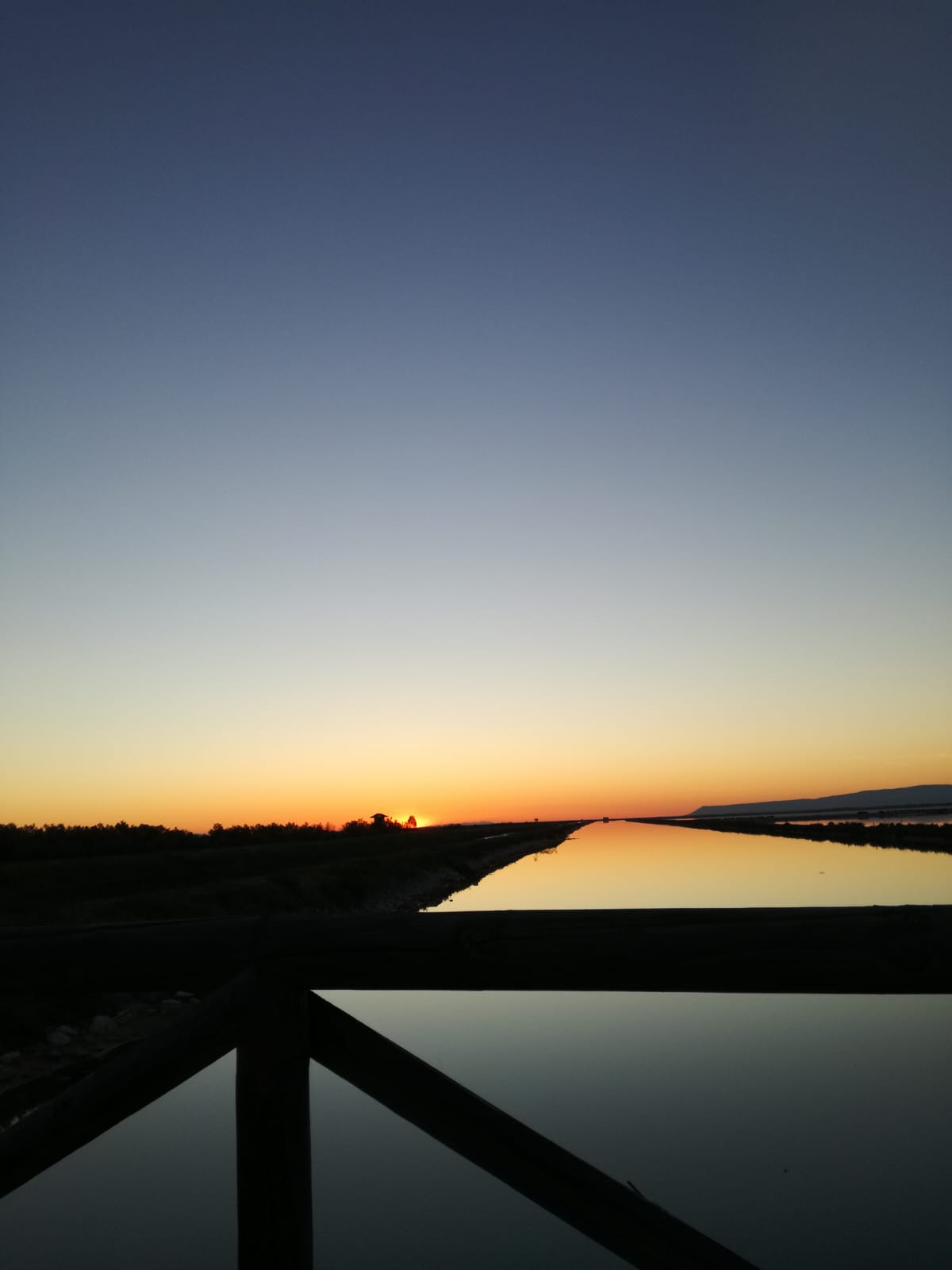
Zona Umida di Trinitapoli al tramonto

Il parco cittadino è un'area di pregio, che costituiva la riva meridionale del Lago di Salpi, i cui terreni salsi e paludosi, ospitano una varietà di piante alofile e vegetazione bassa caratteristica dei pascoli inondati. Il parco rappresenta un raro documento ambientale per quanto riguarda la flora spontanea, il salicornieto e il giuncheto presenti, costituiscono una componente dell'habitat prioritario "steppe salate mediterranee". Le specie più presenti sono la suaeda fruticosa, le salicornie, la cannuccia di palude, il giunco spinoso, la salsola soda, la salsoda kali, lo statice comune, il cocomero asinino, invece l'arbusto diffuso è la tamerice. La presenza di un laghetto arricchisce l'habitat del parco e funge da richiamo a molte specie di uccelli: oltre ai numerosi passeriformi, si ricordano la garzetta, la sgarza ciuffetto, il tuffetto, la gallinella d'acqua, il cavaliere d'Italia, alcune anatre come il germano reale, il mestolone, la volpoca; fra i rapaci, frequenti sono le veleggiate del falco di palude che perlustra tutta la zona o lo "spirito santo" del gheppio.

## Società

### Evoluzione demografica
Abitanti censiti

### Etnie e minoranze straniere
Al 31 dicembre 2023 la popolazione straniera residente era di 455 persone, pari al 3,53% degli abitanti.

## Cultura

### Museo Civico Archeologico degli Ipogei
Il Museo Civico Archeologico degli Ipogei occupa la sede dell'ex fondazione ospedaliera Di Biase, risalente alla seconda metà del XIX secolo, gestita dalle suore di Carità di San Vincenzo de' Paoli. L'intero immobile, con ambienti distribuiti su due piani, fornito di giardino e ampi terreni, nonché munito di chiesa, fu acquisito nel 1899 dal Comune di Trinitapoli per farne un contenitore culturale. Il Museo Civico conserva importanti testimonianze archeologiche costituite da vasi, reperti dell'industria litica, metalli, oggetti di ambra e avorio provenienti da un territorio che restituisce segni preziosi della presenza umana dalla Preistoria al Medioevo attestando una complessa rete di rapporti anche con il mondo orientale. Molti reperti custoditi nelle sale del Museo provengono dal Parco Archeologico degli Ipogei costituito da una serie di strutture sotterranee, risalenti alla media Età del Bronzo (XVIII-metà del XIV secolo a.C. circa). In particolare l'Ipogeo dei Bronzi fu realizzato per funzioni culturali collettive e successivamente utilizzato come luogo di sepoltura di adulti e bambini di entrambi i sessi. In questo ipogeo sono stati ritrovati moltissimi resti umani, ma anche numerosi oggetti di corredo: vasi decorati ad intaglio, armi in bronzo, gioielli e monili di ambra, di bronzo, di pasta vitrea e oggetti ornamentali di osso e avorio. Nell'importante Ipogeo degli Avori furono ritrovati due manufatti raffiguranti un cinghiale e un idolo con protome taurina lavorati a tutto tondo in avorio, custoditi nel Museo Civico. Con l'intento di ricostruire lo scenario religioso e culturale, le pratiche di consacrazione e i riti funerari delle antiche genti che si insediarono nel territorio di Trinitapoli, nel Museo si possono osservare i resti della Tomba dei Giganti e della Signora delle Ambre.

## Amministrazione
Trinitapoli fa parte, con Margherita di Savoia e San Ferdinando di Puglia, dell'Unione dei Comuni Tavoliere Meridionale.
Di seguito è presentata una tabella relativa alle amministrazioni che si sono succedute in questo comune.
| Periodo           | Periodo        | Primo cittadino      | Partito                                                | Carica  | Note   |
| ----------------- | -------------- | -------------------- | ------------------------------------------------------ | ------- | ------ |
| 28 luglio 1988    | 7 giugno 1993  | Silvestro Miccoli    | Partito Socialista Italiano                            | Sindaco | [ 20 ] |
| 19 giugno 1993    | 4 marzo 1997   | Giuseppe Brandi      | Partito Democratico della Sinistra                     | Sindaco | [ 20 ] |
| 28 aprile 1997    | 14 maggio 2001 | Arcangelo Barisciano | lista civica                                           | Sindaco | [ 20 ] |
| 14 maggio 2001    | 28 maggio 2006 | Arcangelo Barisciano | centro-sinistra                                        | Sindaco | [ 20 ] |
| 30 maggio 2006    | 17 maggio 2011 | Ruggero Di Gennaro   | Democrazia è Libertà - La Margherita                   | Sindaco | [ 20 ] |
| 17 maggio 2011    | 20 luglio 2020 | Francesco Di Feo     | lista civica centro-destra Rinascita trinitapolese     | Sindaco | [ 20 ] |
| 22 settembre 2020 | 31 marzo 2022  | Emanuele Pio Losapio | lista civica centro-destra Rinascita trinitapolese 3.0 | Sindaco | [ 20 ] |
| 9 giugno 2024     | in corso       | Francesco Di Feo     | lista civica centro-destra Resilienza Trinitapolese    | Sindaco | [ 20 ] |

## Sport
Nel comune hanno sede le seguenti società sportive: la squadra di calcio A.S.D.Trinitapoli 2024 che disputa il campionato di Terza categoria e l A.S.D. Volley Basket Trinitapoli,che comprende sia la pallavolo che la pallacanestro, quest'ultima militante in Divisione Regionale 3, che raggiunse il suo culmine in Serie C.